# Institut Zaytuna
Ne doit pas être confondu avec Université Zitouna.
L'Institut Zaytuna (depuis 2009, également Zaytuna college) est une organisation éducative à but non lucratif fondée par Hamza Yusuf et Hesham Alalusi en 1996 en Californie pour fournir une éducation musulmane aux Américains musulmans dans un contexte contemporain.